# Shoval
Shoval (en hébreu : שׁוֹבָל) est un kibboutz créé le 6 octobre 1946 dans le Néguev.

## Histoire
Il se situe proche de la commune de Rahat.

## Résidents célèbres
- Yehuda Bauer, historien
- Elazar Granot (en), membre de la Knesset
- Yehudit Kafri (en), écrivaine
- Danny Robas (en), musicien